# Coronel Amirouche
Amirouche Aït Hamouda (en cabilio  : Ɛmiṛuc At Ḥemmuda , ⵄⵎⵉⵔⵓⵛ ⴰⵜ ⵃⵎⵎⵓⴷⴰ; en árabe: عميروش آيت حمودة ), (31 de octubre de 1926 - 28 de marzo de 1959). A menudo conocido como Coronel Amirouche, fue coronel del Ejército de Liberación Nacional (ALN) y jefe de Wilaya III durante la guerra de Independencia de Argelia. Lejos de ser unánime, la imagen del Coronel Amirouche es controvertida, siendo conocido por su fuerte y violento temperamento, del que deriva el sobrenombre de "Amirouche el Terrible".

## Primeros años de vida y contexto sociopolítico en Argelia

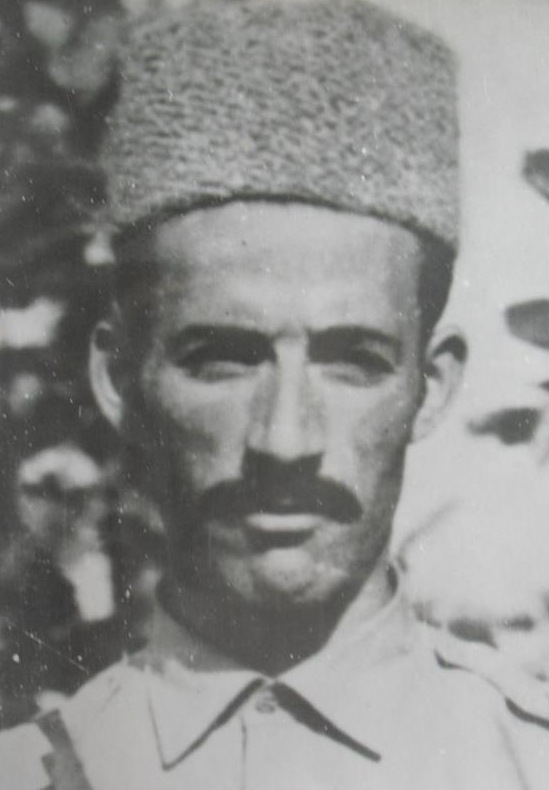
Fotografía en blanco y negro del coronel Amirouche Aït Hamouda.

Nace en Tassaft Ouguemoun en Argelia, un pequeño pueblo en Djurdjura, en Cabilia. Vive con su familia materna, que son muy pobres por lo que, desde joven, Amirouche se ve obligado a trabajar para aportar dinero a su casa. Aun así, consiguió educarse y aprendió a leer y a escribir. Amirouche se casa con su prima hermana en Oued Fodda, y encuentra en su familia un apoyo económico. Su suegro lo ayuda a montar un negocio de joyería en Relizane.
Muy pronto, Amirouche se involucra en política, considerando el auge de los movimientos nacionalistas en Argelia, sobre todo a partir de la década de 1920. El primer movimiento nacionalista fue la Estrella Negra (1925), de Messali Hadj, que reivindicaba la independencia de Argelia. En 1935 cambia de nombre a Partido del Pueblo Argelino (PPA) y en 1937 se convierte en el Movimiento por el Triunfo de las Libertades Democráticas (MTLD). Paralelamente, existían otros núcleos de nacionalismo, como los Jóvenes Argelinos, desde 1907, la Asociación de Ulemas Reformistas con Ben Badis, la Federación Electos Musulmanes, con Ferhat Abbas o el Partido Comunista Argelino.
En este contexto, la Segunda Guerra Mundial desencadenó los acontecimientos, con acontecimientos como la derrota en la batalla de Dien Bien Phu. Un hito clave fue la publicación del Manifiesto del Pueblo Argelino de Ferhat Abbas en 1943, donde se reivindicaron los derechos de los argelinos y la voluntad de independencia. Otro acontecimiento importante fue la masacre de Sétif en 1945, donde 15.000 argelinos perdieron la vida. Estos acontecimientos, junto al contexto internacional de declive del colonialismo, impulsaron a los distintos sectores nacionalistas a optar por la violencia. Los nacionalismos argelinos se integraron en el Frente de Liberación Nacional (FLN), que se deriva de la Organización Especial (O.S) del MTLD que, a su vez, se escindía en messalistas, que renegaban la violencia y fundaron el Movimiento Nacional Argelino (MNA); y los centralistas, de donde sale el Comité Revolucionario de Unidad Acción y, posteriormente, el FLN.  
La Guerra de Liberación Argelina comienza en 1954, cuando el FLN despliega en 30 lugares diferentes una red de 70 insurrecciones armadas. La Guerra se prolonga hasta 1962 cuando se firman los Acuerdos de Évian, y se llevó a cabo en forma de lucha de guerrillas y enfrentamientos contra el Ejército francés y las unidades adicionales de origen local llamadas harkis. La guerra está marcada por dos fases, separadas por el episodio de la batalla de Argel (1957), quedando la primera determinada por la acción militar y la segunda por la diplomacia. La cifra de bajas ronda el medio millón, o tal vez más.

## Acercamiento de Amirouche a la política
Las primeras involucraciones de Amirouche en política vienen del apoyo a Ahmed Francis, el líder de la Unión Democrática del Manifiesto Argelino (UDMA), derivado de la Federación de Electos Musulmanes, en Relizane. Posteriormente, pasó a unirse al MTLD y finalmente, su une a la O.S., mudándose a Argel para trabajar como empleado fijo dentro de la organización.
Entre 1950 y 1951 estuvo en la cárcel y, tras su liberación, se le prohíbe volver a Argel, por lo que se marcha a Francia en 1951, donde estuvo trabajando en la sede central de la UDMA en Saint-Denis. su persecución siguió también en Francia, siendo detenido un par de veces por distribución de folletos y participación en eventos del MTLD en Francia.
Tras el comienzo de la revolución, Amirouche vuelve a Argel y se une a un grupo armado del FLN. Desde entonces, se le encomendaron algunas tareas, como la misión de hacer cesar el estado de anarquía reinante en Aurés tras el arresto de Mostefa Ben Boulaïd y el asesinado de su sucesor Bachir Chihani, en una misión dedicada a la unificación del ALN.

### Congreso de Soummam
El acto fundacional del Estado argelino moderno, así como un elemento crucial del éxito de la guerra de independencia argelina fue el Congreso de Soummam, en el que Amirouche participó como uno de los delegados de la wilaya III de Cabilia. Tuvo lugar el 20 de agosto de 1956 cuando la dirección del FLN dentro de Argelia se reunió en secreto, y en ausencia del grupo político que se encontraba en el exilio, formado por Ahmed Ben Bella, Mohamed Jider y Hocine Aït Ahmed, para componer una plataforma común y crear una nueva estructura organizativa. Se establece así un Consejo Nacional de la Revolución Argelina (CNRA) de 34 miembros y un Comité de Coordinación y Ejecución (CCE) de 5 miembros: Abane Ramdane, Krim Belkacem, Ben Khedda, Ben Mhidi y Aïssat Idir, quienes acabarán dirigiendo el Frente de Liberación. En este congreso se consagra el fortalecimiento de los coroneles y del maquis, la primacía de los militares sobre los militantes políticos. Asimismo, se establece la estructura de mando del ALN. Las wilayas quedaron divididas en zonas, las cuales a su vez se dividían en regiones, y éstas en sectores. Cada wilaya quedaba administrada por un comité de tres, dirigido por un responsable civil y militar con grado de coronel, que era designado por el CCE.

## El ascenso de Amirouche
Tras su llegada, Krim Belkacem propuso a Amirouche dejar su región natal de Ouacifs, para convertirse en el líder del FLN de todo el valle del Soummam, desde El Kseur hasta Bouira. Su misión consistía, al principio, en establecer el orden entre las wilayas, a partir de la creación de nuevos maquis en esta zona y el establecimiento, a través de Bouira, de un vínculo con la Wilaya II de Constantinois, de la que estaba aislada la Wilaya III de Cabilia. 
Siendo la misión completada con éxito, en un mes los grupos de choque del FLN de la Wilaya III operaban en el valle de Soummam y Amirouche había establecido contacto con los jefes de las wilayas vecinas, teniendo por primera vez la dirección del FLN una visión global de la acción del ALN en toda Argelia. Sin embargo, las comunicaciones entre las wilayas volvieron a interrumpirse en mayo-junio de 1955 cuando las operaciones del ejército francés se intensificaron. Además, Amirouche obtuvo una importante victoria al aplastar al maquis del Movimiento Nacional Argelino (MNA) de Mohammed Bellounis, que era la mayor espina en el costado de la organización del FLN en Cabilia.
Con estas acciones, Amirouche se convirtió en el principal adjunto de Krim Belkacem. Tras la muerte del líder del maquis en la zona de Michelet, Amar Ait Chikh, en 1956, Amirouche ocupa su cargo. Tras la marcha de Saïd Mohammedi, el consejo de la Wilaya le nombró sucesor, cargo que se negó a ocupar para aplicar la norma establecida por el ALN, que exigía que el puesto se otorgara al oficial de mayor rango, en este caso Saïd Yazouren, conocido como Vrirouche. Durante el verano de 1957, fue nombrado coronel de la Wilaya III. 

### Coronel de la Wilaya III
Los años durante los que Amirouche estuvo siendo coronel de la Wilaya III son los de apogeo de los argelinos en la Guerra de Liberación, con el FLN ejerciendo autoridad en las gran mayoría del país. Amirouche es conocido por ejercer esa autoridad con violencia. En situaciones como las de la masacre en dechra Ifraten el 13 de abril de 1956, conocida por la "masacre de la noche roja", Amirouche ya había dejado ver su apoyo a la violencia. Esa noche murieron más de un centenar de personas, y Amirouche se posicionó, con el apoyo de Krim Belkacem, alegando que la población que se rebela contra el FLN no merece piedad.
La figura de Amirouche es especialmente controvertida por el episodio "Bleuite". En 1958-1959 tuvo lugar la operación "Bleuite”, llevada a cabo por los servicios secretos franceses, que hicieron creer que algunos de los dirigentes del FLN trabajaban para el ejército francés. La respuesta de Amirouche fue la represión, causando intensas purgas internas en la Wilaya III. El capitán Ahcène Mahiouz, jefe de la zona 4 de la Wilaya III, desarrolló un proceso de detenciones, torturas, y asesinatos, que fue apoyada por Amirouche, convencido del complot. Esta oleada de purgas costó la vida de entre dos y seis mil cuadros y militantes del FLN.
Durante el tiempo que estuvo siendo Coronel en la Wilaya III, al igual que pasó en la wilaya V con Boussouf y Boumediene, el poder se concentraba exclusivamente en los cuadro militares, donde la violencia era la constante de 1959 a 1956.

### Amirouche y la dirección interna de la revolución
A fines de 1958, existía un frente abierto entre la dirección interna y la exterior del FLN. Las wilayas acusaban a la dirección exterior de su inacción, considerando que el grueso de la revolución lo encarnaban las acciones militares en las wilayas. El Coronel Amirouche fue uno de los personajes que se posicionó fuertemente en favor del poder de los militares del interior frente al directorio exterior. En este sentido, organiza una reunión de jefes de wilayas, para establecer una unidad de acción con respecto al exterior, considerando que los que luchan en el maquis deberían tener un lugar preponderante en la dirección de la revolución. 

La reunión tiene lugar en la wilaya II del 6 al 13 de diciembre de 1958, proponiendo Amirouche la primacía del interior sobre el exterior. Desde la reunión se envía un informe crítico y violento al GPRA, con el apoyo de Hadj Lakhdar, de la wilaya I, Si M'hamed de la wilaya IV y Si El Haouès, de la wilaya VI, que alegaba que el exterior debía someterse al interior:  
"Debemos dar un puñetazo sobre la mesa hoy y hacer que la GPRA rinda cuentas por su actitud de esperar y ver, su negligencia, su incapacidad para resolver el problema del cruce de la barricada francesa en la frontera entre Argelia y Túnez, sus acciones represivas contra nuestros hermanos de la ALN que recientemente quisieron denunciar sus métodos dictatoriales y burocráticos y que hoy se encuentran en prisión. Finalmente, debemos lanzar un llamamiento público a la opinión argelina para que conozca nuestras posiciones. Están jugando a la política sin ir a la guerra, tenemos que reconsiderar toda nuestra estrategia de hacer negocios. El interior está abandonado, dejado a su suerte. La GPRA no más que el personal general -ya sea del Este o del Oeste- no nos envíen armas ni municiones. La presa se vuelve infranqueable para nosotros. Y ellos, con su ejército fronterizo, no hacen nada por cruzarla y abastecernos.”.
Asimismo, esta reunión avaló la política sangrienta contra los supuestos traidores que Amirouche venía ejerciendo desde la Operación Bleuite. De hecho, las purgas continuaron aumentando a lo largo del año, y la doctrina de Amirouche se fue extendiendo por las distintas wilayas, a excepción de la wilaya II, causando millares de víctimas Sin embargo, el ascenso del General De Gaulle rebaja la tensión, sobre todo a partir de la aceptación del GPRA en 1959 de aceptar conversaciones para el cese al fuego. 

## Muerte y restos
Tras la reunión de los coroneles del interior, el gobierno decide reunir en el exterior a los jefes militares. Amirouche había sido convocado en Túnez, y parte el 6 de marzo de 1959, junto a Si El Haouès, jefe de la wilaya VI, escoltados por el Comandante Amor Driss y por 40 militares. Sin embargo, los franceses conocían el itinerario y se le tendió una emboscada. Tras su asesinato, el ejército imprime y reparte volantes que esparcen sobre los maquis de todas las wilayas: “El jefe de la wilaya III , Amirouche, el jefe de la wilaya VI , Si El Haouès, están muertos. Dejad a los que os conducen a una muerte inútil y sin sentido”.
En 1981 el presidente Chadli Benjedid abre una investigación que permitió encontrar los cuerpos de ambos, los cuales fueron enterrados en el cementerio de El Alia, donde se encuentras los restos de otros dirigentes del FLN, como Abdelhamid Boussouf y Lakhdar Ben Tobbal.
El país conmemorará, 25 años después, su desaparición, y dará el nombre de Amirouche a un bulevar de Argel. Sin embargo, la imagen del Coronel Amirouche está lejos de ser unánime en Argelia. Fue especialmente criticado por las purgas sangrientas, las ejecuciones de personas inocentes y la libertad de acción dejada a Ahcène Mahiouz durante la operación "Bleuite" en la Wilaya III.